# Евсеево (деревня, Москва)
Евсеево — деревня в Новомосковском административном округе Москвы (до 1 июля 2012 года была в составе Ленинского района Московской области). Входит в состав района Троицк.

## Население
| 1859 | 1890 | 1899 | 1926 | 2002 | 2006 | 2010 |
| ---- | ---- | ---- | ---- | ---- | ---- | ---- |
| 111  | ↗116 | ↘75  | ↗122 | ↘20  | ↘6   | ↗63  |

Согласно Всероссийской переписи, в 2002 году в деревне проживало 20 человек (11 мужчин и 9 женщин). По данным на 2005 год в деревне проживало 6 человек.

## География
Деревня Евсеево находится в южной части Новомосковского административного округа, примерно в 31 км к юго-юго-западу от центра города Москвы и 13 км к юго-востоку от центра города Московский, на левом берегу впадающей в Десну реки Плесенки (бассейн Пахры).
В 4 км северо-западнее деревни проходит Калужское шоссе А130, в 9 км к востоку — Варшавское шоссе, в 13 км к югу — Московское малое кольцо А107, в 13 км к северо-востоку — Московская кольцевая автодорога, в 8 км к востоку — линия Курского направления Московской железной дороги.
В деревне две улицы — Евсеевская и Плесенка. Ближайшие населённые пункты — деревни Кувекино и Черепово.

## История
В «Списке населённых мест» 1862 года — казённая деревня 1-го стана Подольского уезда Московской губернии между Московско-Варшавским шоссе и Серпуховским трактом, в 9 верстах от уездного города и 30 верстах от становой квартиры, при реке Десне и колодцах, с 15 дворами и 111 жителями (56 мужчин, 55 женщин).
По данным на 1899 год — деревня Десенской волости Подольского уезда с 75 жителями.
В 1913 году — 19 дворов.
По материалам Всесоюзной переписи населения 1926 года — деревня Кувекинского сельсовета Десенской волости Подольского уезда в 5,3 км от Калужского шоссе и 10,7 км от станции Щербинка Курской железной дороги, проживало 122 жителя (51 мужчина, 71 женщина), насчитывалось 24 крестьянских хозяйства.
1929—1946 гг. — населённый пункт в составе Красно-Пахорского района Московской области.
1946—1957 гг. — в составе Калининского района Московской области.
1957—1960, 1965—2012 гг. — в составе Ленинского района Московской области.
1960—1963 гг. — в составе Подольского района Московской области.
1963—1965 гг. — в составе Ленинского укрупнённого сельского района Московской области.
С 2012 г. — в составе города Москвы.